# 趙邦秩
趙邦秩（1539年—1577年），字元敘，號十巖，浙江嘉興府平湖縣人，竈籍，明朝政治人物。

## 生平
嘉靖三十四年（1555年）乙卯科浙江鄉試第十一名，萬曆五年（1577年）丁丑科會試第十一名，登三甲第一百八十五名進士。授海门县知县，卒于官。

## 家族
曾祖趙璧，贈兵科給事中；祖父趙漢，號漸斋，曾任布政司右參政封中大夫；父趙伊，號尚莘，曾任按察司副使進階中憲大夫。母張氏（封宜人）。兄邦穀、邦颖。弟邦秀、邦程、邦黍（推官）、邦䆃、邦和、邦穆（监生）、邦科（监生）。
先娶陸氏，吏部尚書陸光祖之妹；继娶屠氏，憲副屠垚之孫女，屠鋐（號謙山）之女。子三：趙琮，贡士，娶张；次趙志守，太学生，娶冯；次趙志宷，太学生，娶孙，皆屠孺人出。